# Metaconchoecia acuta
Metaconchoecia acuta är en kräftdjursart som först beskrevs av Gooday 1981.  Metaconchoecia acuta ingår i släktet Metaconchoecia och familjen Halocyprididae. Inga underarter finns listade i Catalogue of Life.